# Перепелиця каліфорнійська
Перепелиця каліфорнійська (Callipepla californica) — вид куроподібних птахів родини токрових (Odontophoridae). Птах-офіційний символ штату Каліфорнія.

## Зовнішній вигляд
Це найвідоміший представник роду, який характеризується такими ознаками: тіло коренасте, стиснуте, дзьоб короткий, сильний, злегка загнутий, ноги середньої довжини, крила короткі, широкі, заокруглені, 4-те та 5-те махові пера довші за інші. Хвіст досить короткий і злегка ступінчастий. Посередині голови чубчик із 2-10, але найчастіше 4-6 пер, звужених біля основи і розширених на кінці; пера чубу загнуті вперед і більш розвинуті в самця, ніж у самки. Лоб в каліфорнійської перепілки жовтувато-білий, над ним до потилиці йде вузька чисто-біла смужка, тім'я чорно-коричневе, під ним від чубчика до потилиці тягнеться чорна смужка. Підборіддя, горло і нижня частина щік чорні і обмежені чорною смужкою у вигляді півмісяця. Карк, верхня частина шиї сіро-блакитні, кожне перо з чорним стержнем, смужкою і світлими плямами на кінці. Спина оливково-коричнева, зоб і верхня частина грудей сіро-блакитні, на середині живота лусковидний візерунок з каштаново-бурих пер з чорною облямівкою. Дзьоб чорний, ноги свинцево-сірі.

## Розмноження

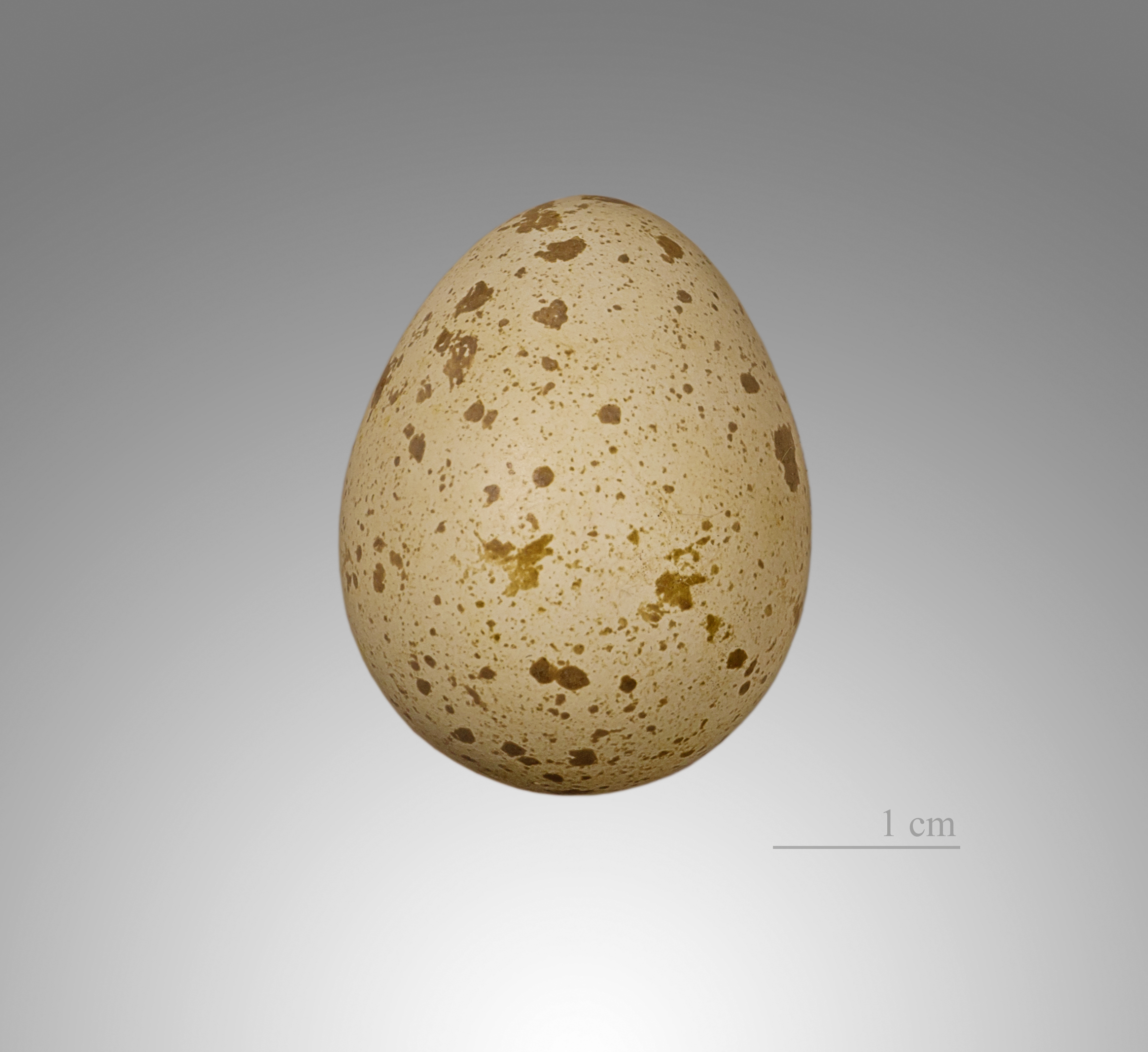
Яйце Callipepla californica

У кладці 10—14 яєць темно-коричневого кольору з темними плямами. Насиджування триває 22—23 дні. Самець охороняє гніздову ділянку і при наближенні небезпеки попереджає самку. У випадку загибелі самки, він, як правило, сам насиджує яйця і виводить пташенят.
Каліфорнійських перепілок досить часто утримують в неволі.
Найближчим родичем каліфорнійської перепілки є перепілка Гамбела, поширена південніше і з довшим чубом, яскравійшою головою і лускатим забарвленням. Ці види розійшлися близько 1—2 млн років тому, протягом пізнього пліоцену або раннього плейстоцену.